# Jan Spooren
Jan Spooren (Herck-la-Ville, 12 janvier 1969) est un homme politique belge actif pour la NVA et gouverneur du Brabant flamand depuis 2020.

## Biographie
Spooren a obtenu un diplôme de droit à la KU Leuven avec une expérience Erasmus à Rome avec une spécialisation en politique sociale européenne. Il a ensuite été nommé secrétaire général de l'organisation Europees Platform voor Revalidatie (EPR). Il a également été assistant de recherche à l'Institut de droit social de la KU Leuven, responsable de projets internationaux et coordinateur de l'Institut européen de sécurité sociale et directeur de MISSOC, une base de données européenne sur la législation en matière de sécurité sociale.
En 1994, il a été élu conseiller du Volksunie dans sa ville natale de Herck-la-Ville. Début 1995, il est devenu membre du collège des bourgmestre et échevins en tant qu'échevin de la culture, de la jeunesse, de l'éducation et de l'information,poste qu'il a occupé jusqu'en 1998. Cette année-là, Spooren s'installe à Duysbourg, une section de Tervueren .
Il est devenu président de la section locale de la N-VA à Tervueren et est élu conseiller municipal en 2012. La N-VA a conclu un accord de majorité avec le CD&V et Groen +. Spooren est devenu bourgmestre de la commune, avec comme compétences supplémentaires pour la politique générale, la police et la sécurité, les affaires du personnel et le caractère flamand, l'intégration et la construction communautaire. Après les élections municipales d'octobre 2018, Spooren est resté bourgmestre de Tervueren.
Lors des élections fédérales du 25 mai 2014, il est élu député de la Chambre des représentants de la circonscription électorale du Brabant flamand. Il était principalement concerné par les sujets touchant à la sécurité sociale. Il a été réélu aux élections du 26 mai 2019 .
Le 17 juillet 2020, Spooren a été nommé par le gouvernement flamand gouverneur de la province du Brabant flamand,.
Spooren est marié et père de quatre enfants.
Au mois de Mai 2022, Jan Spooren crée la polémique à la suite d'un courrier qu'il envoya à un boulanger flamand, exerçant ses activités dans la commune de Tervuren. Le gouverneur reprocha au boulanger Dekimpe d'avoir utilisé la langue du français avec un client, or selon lui on ne peut que pratiquer le néerlandais selon la loi. Le boulanger en question, choqué, se défend en argumentant qu'il choisit toujours de servir ses clients dans la langue de leur choix.